# Petokladenți, Plevna
Petokladenți (în bulgară Петокладенци) este un sat în comuna Belene, regiunea Plevna,  Bulgaria. 

## Demografie
Componența etnică a satului Petokladenți
     Bulgari (41,99%)
     Nicio identificare (58%)
     Altele (0%)
La recensământul din 2011, populația satului Petokladenți era de 381 locuitori. Nu există o etnie majoritară, locuitorii fiind  și bulgari (41,99%). Pentru 58% din locuitori nu este cunoscută apartenența etnică.